# Santo Spirito
Santo Spirito je otok u Venecijanskoj laguni, koji se nalazi između otoka Poveglie i San Clemente u istoimenom kanalu koji ih razdvaja.

## Zemljopisne karakteristike
Santo Spirito je otok dug 200 i širok 150 metara, ima 2,53 hektara.  Po rezultatima popisa iz 2001. bio je nenaseljen.Na otoku ima 5 napuštenih zgrada u ruševnom stanju, koje su kao i otok vlasništvo Talijanske države.

## Povijest
Otok je od svojih najranijih dana uvijek bio dom raznih crkvenih redova, najdulje su njime upravljali augustinci pustinjaci. Oni su negdje između 1425. i 1430. počeli s velikim radovima na uređenju otoka, obnovili su staru crkvu po nacrtima Sansovina, i opremili je vrijednim slikama Tiziana i Palme Starijeg.
Jedno kraće razdoblje dio samostana korišten je za tiskanje glazbenih knjiga. Augustinci pustinjaci bili su prisiljeni napustiti otok kad je papa Aleksandar VII. 1656. ukinuo red, Mletački Senat rasprodao je njihovu imovinu, a slike preselio u crkvu Salute koja se tada još gradila.
Nakon Kandijskih ratova Venecija je izgubila Kretu, izbjegli franjevci s Krete, zatražili su od Mletačke Republike otok Santo Spirito za svoj smještaj, i ostali na otoku do 1806. Nakon pada Republike i dolaska Napoleona, samostan i crkva na Santo Spiritu su opljačkani. Na otok se smjestila vojska, dio samostanskih zgrada i crkva pretvoreni su u vojničke kasarne, dio starih zgrada je porušen kako bi se napravilo mjesta za nove vojarne i skladišta.
Otok je potpuno napušten 1965., otada su napušteni objekti prepušteni na milost i nemilost vandalima. 